# Каве, Моше
Моше Каве (ивр. משה קוה‎, род. 1943, Ташкент) — израильский физик и бывший президент Университета имени Бар-Илана.

## Биография
Каве родился в Ташкенте, Узбекская ССР, Советский Союз, где его родители искали безопасности после бегства из Польши. Все десять братьев и сестёр его отца (раввина Давида Каве) погибли во время Холокоста. Семья Каве совершила алию в Израиль в 1950 году.
Моше Каве — профессор кафедры физики Университета имени Бар-Илана. Опубликовал более 300 статей по физике. Каве был заведующим кафедрой, деканом факультета естественных наук и ректором Бар-Илана. Он получил степень бакалавра, магистра и доктора в Университете Бар-Илан.
Каве был президентом Университета имени Бар-Илана с 1996 по 2013 год, сменив на этом посту Шломо Экштейна; следующим после Каве президентом стал Даниэль Гершкович. В 2013 году ушёл в отставку. Каве был председателем Комитета ректоров университетов Израиля.
В 2008 году Совет по высшему образованию Израиля наградил Каве своей премией в области высшего образования.